# Panzer Dragoon
Panzer Dragoon (パンツァードラグーン Pantsā Doragūn?) är ett shoot 'em up-spel utvecklat av Team Andromeda och utgivet till Sega Saturn 1995; och senare utgivet till PC, PS2, och som bonus i uppföljaren Panzer Dragoon Orta till Xbox.

## Handling
Spelet utspelar sig i en avlägsen framtid, där Keil Fluge skall stoppa "Dark Dragon".

### Fotnoter
1. ↑  ”Panzer Dragoon” (på engelska). Mobygames. 18 mars 1995. http://www.mobygames.com/game/panzer-dragoon. Läst 24 juni 2014.